# Košice IV
El distrito de Košice IV (en eslovaco Okres Košice IV) es una unidad administrativa (okres) de Eslovaquia Oriental, situado en la región de Košice, con 57.236 habitantes (en 2001) y una superficie de 59 km². 
Consta de los siguientes 6 barrios de la ciudad de Košice:
- Barca
- Juh
- Krásna
- Nad jazerom
- Šebastovce
- Vyšné Opátske

## Demografía
| Año        | 1994   | 2004    | 2014    | 2024    |
| ---------- | ------ | ------- | ------- | ------- |
| Población  | 60 781 | 56 634  | 59 729  | 55 825  |
| Diferencia |        | −6,82 % | +5,46 % | −6,53 % |

| Año        | 2023   | 2024    |
| ---------- | ------ | ------- |
| Población  | 56 143 | 55 825  |
| Diferencia |        | −0,56 % |